# Бучая
Бучая (укр. Бучая) — село в Новоушицком районе Хмельницкой области Украины.
Население по переписи 2001 года составляло 408 человек. Почтовый индекс — 32641. Телефонный код — 3847. Занимает площадь 2,486 км². Код КОАТУУ — 6823381201.

## Символика

#### Герб
Щит в золотой оправе, горизонтально разделён на две части. В верхней части изображён купол церкви с крестом на зелёном фоне. А в нижней части щита — казак в красном наряде с саблей на поясе и ружьём на левом плече. Церковь — символ христианской религии. Казак — символ названия села, происходит от буча.

#### Флаг
Прямоугольное полотнище состоит из двух частей. Верхняя половина флага синего цвета, нижняя — зелёного цвета. В правом верхнем углу расположен казак в красном наряде с саблей на поясе и ружьём на левом плече.

## Местный совет
32641, Хмельницкая обл., Новоушицкий р-н, с. Бучая